# 300-km-Rennen auf dem Salzburgring 1977

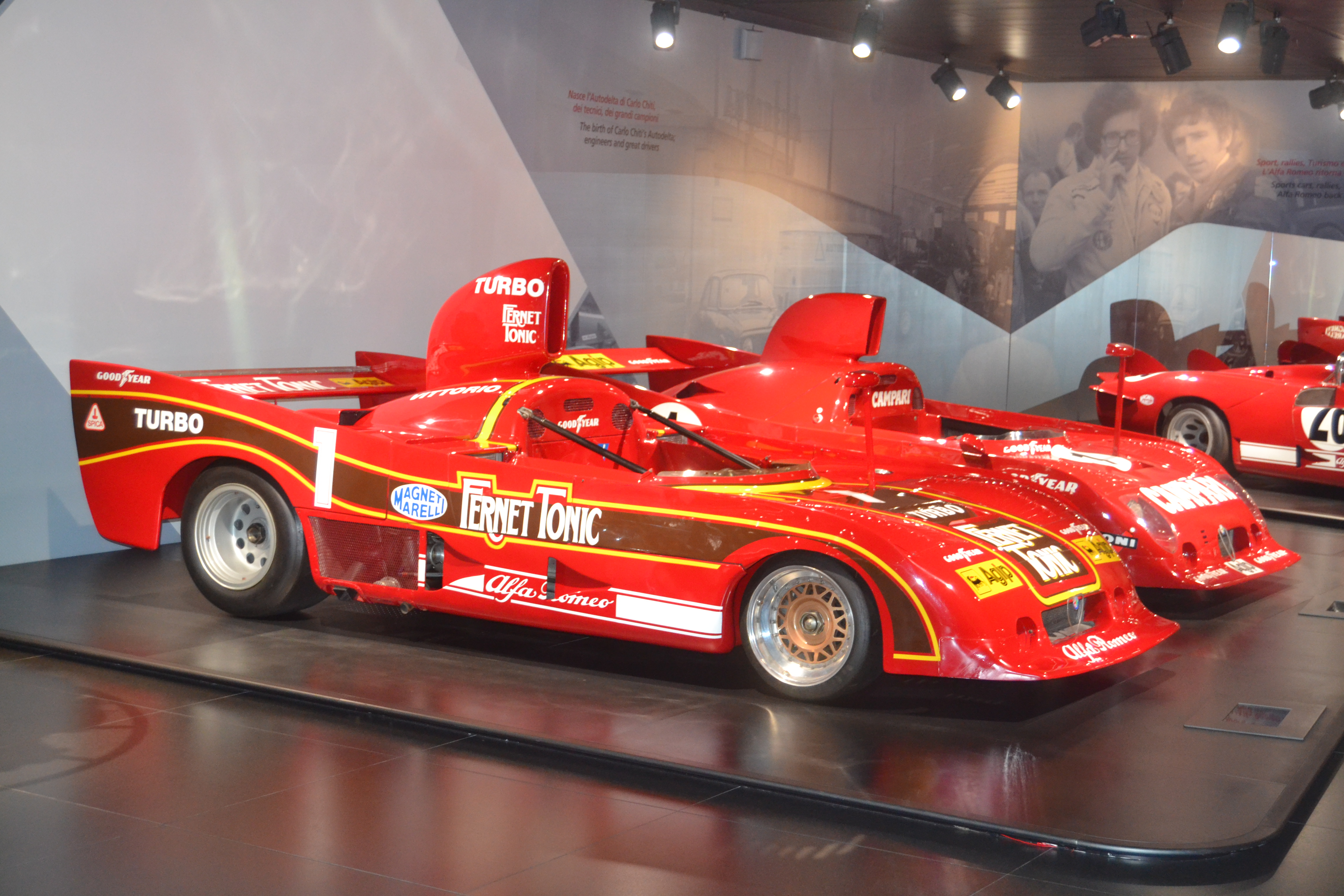
Letzter Einsatz in der Sportwagen-Weltmeisterschaft für die Alfa Romeo Tipo 33

Das 300-km-Rennen auf dem Salzburgring 1977, auch Salzburg Festspielpreis (Elan Trophäe), Salzburgring, fand am 18. September auf dem Salzburgring statt und war der 14. Wertungslauf der Sportwagen-Weltmeisterschaft dieses Jahres.

## Das Rennen
Wie erwartet dominierten die Alfa Romeo T33/SC/12 auch das Rennen auf dem Salzburgring. Es war der achte Sieg in Folge in der Meisterschaft der Gruppe-6-Rennwagen. Damit gewannen die Alfa-Romeo-Werkswagen 1977 alle Meisterschaftsläufe. Zum ersten und einzigen Mal kam ein T33/SC/12 mit 640 PS starkem V12-Motor mit zwei Turboladern zum Einsatz. Arturo Merzario erreichte mit diesem Rennwagen den zweiten Gesamtrang. Der Alfa-Romeo-Dreifachsieg beendete die lange Einsatzzeit der Baureihe Tipo 33 in der Sportwagen-Weltmeisterschaft. Was durch Andrea de Adamich und Teodoro Zeccoli beim 12-Stunden-Rennen von Sebring 1967 begann, beendete Vittorio Brambilla mit seinem Sieg auf der Rennbahn in der Nähe von Salzburg.

## Ergebnisse

### Schlussklassement
| 1               | S 3.0 | 2  | Autodelta SpA        | Vittorio Brambilla               | Alfa Romeo T33/SC/12       | 70 |
| 2               | S 3.0 | 1  | Autodelta SpA        | Arturo Merzario                  | Alfa Romeo T33/SC/12 Turbo | 69 |
| 3               | S 3.0 | 3  | Autodelta SpA        | Spartaco Dini Giorgio Francia    | Alfa Romeo T33/SC/12       | 68 |
| 4               | S 2.0 | 4  | Ultramar Racing Lola | Ray Mallock Guy Edwards          | Lola T296                  | 65 |
| 5               | S 2.0 | 5  | Herbert Müller       | Herbert Müller                   | March 75S                  | 64 |
| 6               | S 2.0 | 17 | Citta dei Mille      | Duilio Ghislotti Romeo Camathias | Lola T296                  | 62 |
| 7               | S 2.0 | 6  | Torino Corse         | Ermanno Pettiti Danilo Tesini    | Osella PA5                 | 62 |
| Ausgefallen     |       |    |                      |                                  |                            |    |
| 8               | S 2.0 | 14 | Francy Racing        | Eugen Strähl                     | Sauber C5                  |    |
| 9               | S 1.6 | 20 | San Marco            | Giuseppe Bottura Giuseppe Pellin | Osella PA3/5               |    |
| Nicht gestartet |       |    |                      |                                  |                            |    |
| 10              | S 2.0 | 15 | Daniel Brillat       | Daniel Brillat                   | Cheetah G601               | 1  |

1 nicht gestartet

### Nur in der Meldeliste
Hier finden sich Teams, Fahrer und Fahrzeuge, die ursprünglich für das Rennen gemeldet waren, aber nicht daran teilnahmen.
| Pos. | Klasse | Nr. | Team                | Fahrer                      | Chassis            |
| ---- | ------ | --- | ------------------- | --------------------------- | ------------------ |
| 11   | S 2.0  | 7   | Torino Corse        | Franco Milano Luigi Pozzo   | Osella PA4         |
| 12   | S 2.0  | 8   | Torino Corse        | Marco Onori Maurizio Orsi   | Osella PA5         |
| 13   | S 2.0  | 9   | Torino Corse        | Lella Lombardi              | Osella PA5         |
| 14   | S 3.0  | 10  | Deutsch Brothers    | Kurt Hild Kurt Lotterschmid | Deutsch Special    |
| 15   | S 2.0  | 11  | AMS                 | Maurizio Flammini           | AMS                |
| 16   | S 2.0  | 12  | AMS                 | G. Peruggi Eugen Strähl     | AMS                |
| 17   | S 3.0  | 16  | Marco Capoferri     | Marco Capoferri             | Lola T286          |
| 18   | S 2.0  | 18  | Albert Nockenwellen | Franz Albert                | Albert-Chevron B34 |
| 19   | S 2.0  | 19  | Fabio Siliprandi    | Fabio Siliprandi            | Chevron B36        |

### Klassensieger
| Klasse | Fahrer                  | Fahrer      | Fahrzeug             | Platzierung im Gesamtklassement |
| ------ | ----------------------- | ----------- | -------------------- | ------------------------------- |
| S 3.0  | Vittorio Brambilla      |             | Alfa Romeo T33/SC/12 | Gesamtsieg                      |
| S 2.0  | Ray Mallock             | Guy Edwards | Lola T296            | Rang 4                          |
| S 1.6  | kein Teilnehmer im Ziel |             |                      |                                 |

### Renndaten
- Gemeldet: 19
- Gestartet: 9
- Gewertet: 7
- Rennklassen: 3
- Zuschauer: unbekannt
- Wetter am Renntag: wolkig und trocken
- Streckenlänge: 4,056 km
- Fahrzeit des Siegerteams: 1:27:26,790 Stunden
- Gesamtrunden des Siegerteams: 70
- Gesamtdistanz des Siegerteams: 296,870 km
- Siegerschnitt: 203,693 km/h
- Pole Position: Vittorio Brambilla – Alfa Romeo T33/SC/12 (#2) – 1:12,650 = 210,153 km/h
- Schnellste Rennrunde: Vittorio Brambilla – Alfa Romeo T33/SC/12 (#2) – 1:24,450 = 180,789 km/h
- Rennserie: 14. Lauf zur Sportwagen-Weltmeisterschaft 1977